# Вишеньки (вірш)
«Вишеньки» ‒ вірш Лесі Українки, написаний 1891 року. Вперше він був опублікований у журналі "Дзвінок" (1891, № 14). Його було вміщено до першої збірки поетеси «На крилах пісень» 1893 р. Окрім того цей твір був частиною іншої збірки, що носила назву "В дитячому крузі". Збірка створена поетесою спеціально для дитячої аудиторії.

## Аналіз вірша
Леся Українка описала епізод з дитячого життя. Все дійство відбувається влітку, коли на деревах дозрівають солодкі плоди. Герої твору - хлопчик і дівчинка. Вони ще надто малі, щоб самостійно дістати ягоди з дерева. Дітям дуже хочеться їх скуштувати. У творі Леся Українка розповідає про свої спостереження за дітьми, які бувають нетерплячими, поспішають зривати плоди з дерева, не чекаючи, поки ті дозріють.

## Із твору
|  | Поблискують черешеньки В листі зелененькім, Черешеньки ваблять очі Діточкам маленьким. |